# 彰化市 (省轄市)
彰化市為中華民國臺灣省1945年至1950年間的省轄市。二戰終結後，日治時期臺中州彰化市於1945年11月22日改制為隸屬臺灣省政府之省轄市；為臺灣戰後初期臺灣省九個省轄市之一。並將市區劃分為彰北、彰西、彰南、大竹等四個行政區，彰化市政府設於彰南區。
1950年臺灣省政府調整行政區域，10月21日，臺中縣彰化區、員林區、北斗區等縣轄區所轄鄉鎮劃出臺中縣，成立彰化縣。隔年11月30日，將彰北、彰西、彰南與大竹四區合併裁撤為縣轄市，並成為彰化縣縣治。

## 歷任首長
| 屆次 | 姓名   | 就任時間       | 卸任時間       | 備註     |
| 暫攝 | 石錫勳 | 1945年         | 1945年         | 暫攝市政 |
| 1    | 韋淡明 | 1945年         | 1945年11月26日 | 首任     |
| 2    | 王一麐 | 1945年11月26日 | 1948年4月2日   |          |
| 3    | 陳錫卿 | 1948年4月2日   | 1950年10月21日 |          |

## 外部連結
| 先前機關： 彰化市 (州轄市) | 彰化市 1945年－1950年 | 後繼機關： 1950年起：彰化縣 1951年-：彰化市 (縣轄市) |